# Europa: The Last Battle

Europa: The Last Battle est un film de propagande néonazie suédois en dix parties. Il est réalisé en anglais en 2017 par Tobias Bratt, un militant d'extrême droite suédois associé au Mouvement de résistance nordique, un mouvement néonazi européen,. Le film fait la promotion de théories du complot antisémites, souvent en rapport avec la Seconde Guerre mondiale, y compris la négation de la Shoah. Le film est promu sur de nombreuses plateformes de médias sociaux par des utilisateurs individuels, en particulier des nationalistes blancs et d'autres théoriciens du complot,.

## Narratif
Europa: The Last Battle promeut diverses théories du complot antisémites, affirmant que Karl Marx faisait partie d'un plan séculaire des Juifs pour répandre le communisme et conquérir le monde,, que les Juifs contrôlent la masse monétaire mondiale et qu'ils conspirent pour provoquer la chute de la race blanche « aryenne » en encourageant l'immigration et les relations interraciales. Il inclut des citations hors contexte de Marx et du livre de Moses Hess Rome et Jérusalem (en) pour promouvoir l'idée que les Juifs sont à l'origine des maux du monde, et prétend que le fait que Staline aurait eu des épouses juives prouve que les Juifs le contrôlaient.
Le film se livre également à un révisionnisme historique en affirmant que les Juifs ont déclenché la Première et la Seconde Guerre mondiale dans le cadre d'un complot visant à établir Israël en poussant les nazis à agir en état de légitime défense (en),,. Il affirme également que les Juifs ont causé la défaite de l'Allemagne lors de la Première Guerre mondiale, ce qui est communément appelé la légende du coup de poignard dans le dos, et qu'Adolf Hitler luttait contre un complot juif mondial (en).
Gregory Davis, chercheur au sein du groupe antiraciste Hope not Hate (en), basé au Royaume-Uni, a déclaré que le film « nie la réalité avérée de l'Holocauste tout en justifiant l'antisémitisme violent qui l'a alimenté », ajoutant : « Son mélange de faussetés flagrantes et de représentation biaisée d'événements réels ne lui confère aucune légitimité historique, et il ne sert qu'à diaboliser le peuple juif et à blanchir les crimes du régime nazi ».

## Promotion
Le film est promu par des suprémacistes blancs,, et des théoriciens du complot antisémites,, le journal conspirationniste britannique The Light et les théoriciens du complot QAnon sur Telegram. Il est également partagé sur des plateformes telles qu'Instagram, BitChute, Rumble, TikTok, et sur le chat Telegram de Disclose.tv (en), un organe de désinformation allemand qui compte parmi ses adeptes des négationnistes et des néonazis,,. YouTube et Facebook ont bloqué le téléchargement du film, mais des liens vers le film sur d'autres sites peuvent être partagés.